# Myotis annamiticus
Myotis annamiticus là một loài động vật có vú trong họ Dơi muỗi, bộ Dơi. Loài này được Kruskop & Tsytsulina mô tả năm 2001.

## Hình ảnh

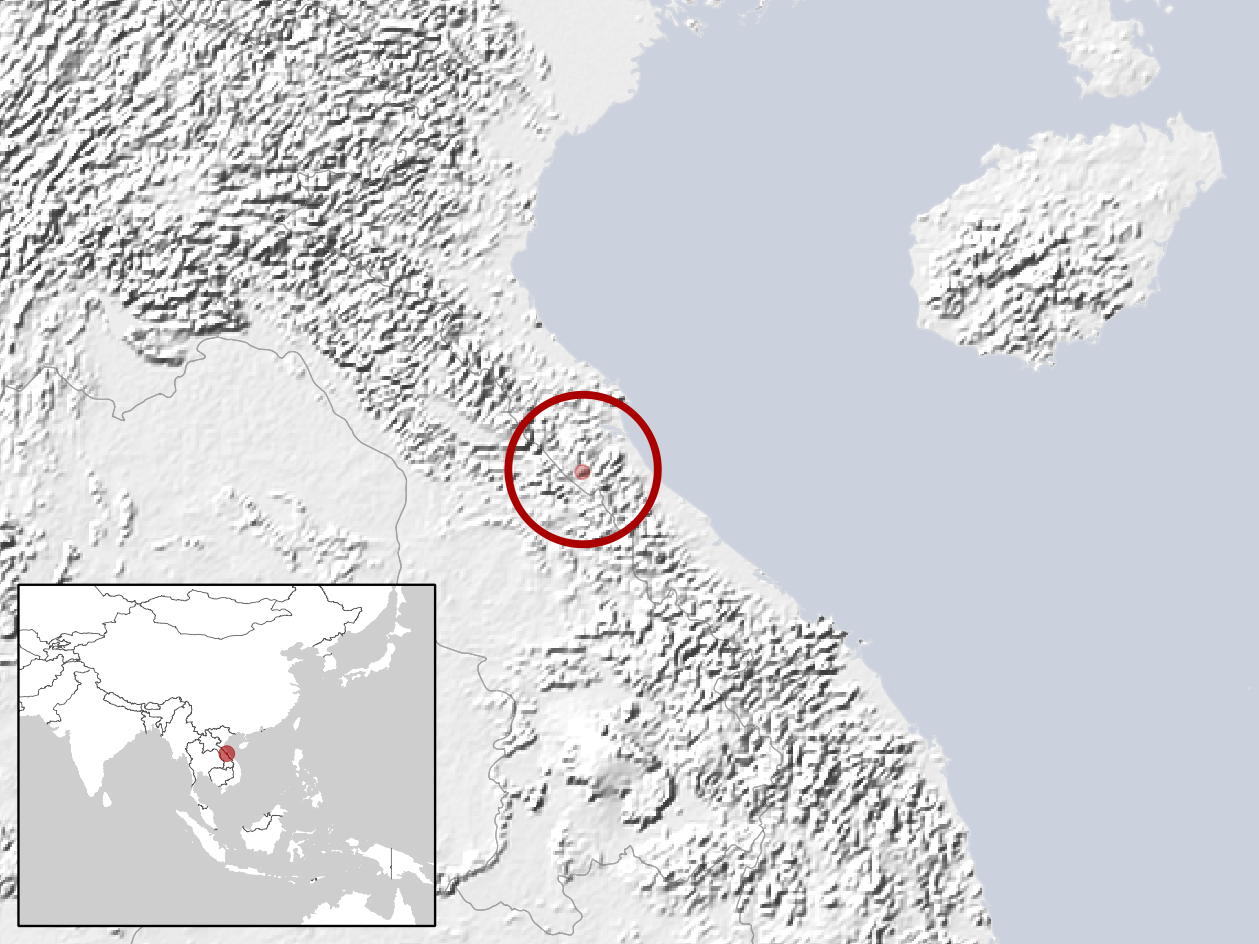